# Celtic Football Club 2024-2025
Questa voce raccoglie le informazioni riguardanti il Celtic Football Club nelle competizioni ufficiali della stagione 2024-2025.

## Maglie e sponsor
Lo sponsor tecnico, per la stagione 2024-2025 è Adidas. Dafabet è rimasto lo sponsor ufficiale anteriore, mentre sulla parte posteriore è stata confermata la sponsorizzazione con Magners.
La divisa per le gare casalinghe presenta le tradizionali strisce orizzontali verdi e bianche con due fasce nere laterali in senso verticale, mentre nel colletto è riportata una croce celtica. La divisa è completata da pantaloncini bianchi e calzettoni bianchi.
La divisa per le gare in trasferta cambia radicalmente rispetto alla stagione precedente, abbandonando completamente il nero. La maglia è di colore gialla con delle piccole strisce orizzontali verdi e un quadrifoglio ricamato. I pantaloni sono di colore verde, mentre i calzettoni sono gialli.
| Manica sinistra · Manica sinistra · Maglietta · Maglietta · Manica destra · Manica destra · Pantaloncini · Pantaloncini · Calzettoni · Calzettoni | Manica sinistra · Manica sinistra · Maglietta · Maglietta · Manica destra · Manica destra · Pantaloncini · Pantaloncini · Calzettoni · Calzettoni |

## Rosa
| N. |                          | Ruolo | Calciatore             |
| -- | ------------------------ | ----- | ---------------------- |
| 1  | Danimarca (bandiera)     | P     | Kasper Schmeichel      |
| 2  | Canada (bandiera)        | D     | Alistair Johnston      |
| 3  | Scozia (bandiera)        | D     | Greg Taylor            |
| 4  | Svezia (bandiera)        | D     | Gustaf Lagerbielke     |
| 5  | Irlanda (bandiera)       | D     | Liam Scales            |
| 6  | Stati Uniti (bandiera)   | D     | Auston Trusty          |
| 7  | Portogallo (bandiera)    | A     | Jota                   |
| 9  | Irlanda (bandiera)       | A     | Adam Idah              |
| 10 | Germania (bandiera)      | A     | Nicolas Kühn           |
| 12 | Finlandia (bandiera)     | P     | Viljami Sinisalo       |
| 13 | Corea del Sud (bandiera) | A     | Yang Hyun-jun          |
| 14 | Scozia (bandiera)        | C     | Luke McCowan           |
| 15 | Ghana (bandiera)         | C     | Jeff Schlupp           |
| 16 | Irlanda (bandiera)       | C     | James McCarthy         |
| 17 | Polonia (bandiera)       | D     | Maik Nawrocki          |
| 20 | Stati Uniti (bandiera)   | D     | Cameron Carter-Vickers |
| 24 | Irlanda (bandiera)       | D     | Johnny Kenny           |
| 27 | Belgio (bandiera)        | C     | Arne Engels            |
| 28 | Portogallo (bandiera)    | C     | Paulo Bernardo         |

| N. |                             | Ruolo | Calciatore         |
| -- | --------------------------- | ----- | ------------------ |
| 29 | Scozia (bandiera)           | P     | Scott Bain         |
| 38 | Giappone (bandiera)         | A     | Daizen Maeda       |
| 41 | Giappone (bandiera)         | C     | Reo Hatate         |
| 42 | Scozia (bandiera)           | C     | Callum McGregor () |
| 47 | Scozia (bandiera)           | D     | Dane Murray        |
| 49 | Scozia (bandiera)           | C     | James Forrest      |
| 55 | Scozia (bandiera)           | A     | Daniel Cummings    |
| 56 | Scozia (bandiera)           | D     | Anthony Ralston    |
| 59 | Scozia (bandiera)           | A     | Jude Bonnar        |
| 62 | Scozia (bandiera)           | C     | Sean McArdle       |
| 66 | Irlanda del Nord (bandiera) | C     | Francis Turley     |
| 7  | Honduras (bandiera)         | A     | Luis Palma         |
| 8  | Giappone (bandiera)         | A     | Kyōgo Furuhashi    |
| 11 | Spagna (bandiera)           | D     | Álex Valle         |
| 15 | Norvegia (bandiera)         | C     | Odin Thiago Holm   |
| 33 | Danimarca (bandiera)        | C     | Matt O'Riley       |
| 57 | Scozia (bandiera)           | D     | Stephen Welsh      |
| 90 | Scozia (bandiera)           | A     | Mickey Johnston    |

## Trasferimenti

### Sessione estiva
| Acquisti         | Acquisti          | Acquisti      | Acquisti                                                |
| R.               | Nome              | da            | Modalità                                                |
| ---------------- | ----------------- | ------------- | ------------------------------------------------------- |
| C                | Arne Engels       | Augusta       | definitivo (11 milioni €)                               |
| A                | Adam Idah         | Norwich City  | definitivo (9,9 milioni €)                              |
| D                | Auston Trusty     | Sheffield Utd | definitivo (7,1 milioni €)                              |
| C                | Paulo Bernardo    | Benfica       | definitivo (esercizio opzione d'acquisto - 4 milioni €) |
| C                | Luke McCowan      | Dundee        | prestito oneroso (1,2 milioni €)                        |
| P                | Viljami Sinisalo  | Aston Villa   | definitivo (1,2 milioni €)                              |
| P                | Kasper Schmeichel |               | definitivo (svincolato)                                 |
| D                | Álex Valle        | Barcellona    | prestito                                                |
| A                | Sead Hakšabanović | Stoke City    | rientro prestito                                        |
| Altre operazioni |                   |               |                                                         |
| R.               | Nome              | da            | Modalità                                                |
|                  |                   |               |                                                         |

| Cessioni         | Cessioni           | Cessioni        | Cessioni                    |
| R.               | Nome               | a               | Modalità                    |
| ---------------- | ------------------ | --------------- | --------------------------- |
| C                | Matt O'Riley       | Brighton        | definitiva (29,5 milioni €) |
| A                | Mikey Johnston     | West Bromwich   | definitiva (3,5 milioni €)  |
| A                | Oh Hyeon-gyu       | Genk            | definitiva (2,7 milioni €)  |
| A                | Sead Hakšabanović  | Malmö FF        | definitiva (2 milioni €)    |
| C                | Tomoki Iwata       | Birmingham City | definitiva (980 mila €)     |
| D                | Gustaf Lagerbielke | Twente          | prestito                    |
| P                | Joe Hart           |                 | ritiro                      |
| A                | Adam Idah          | Norwich City    | fine prestito               |
| C                | Paulo Bernardo     | Benfica         | fine prestito               |
| C                | Rocco Vata         |                 | definitiva (svincolato)     |
| Altre operazioni |                    |                 |                             |
| R.               | Nome               | a               | Modalità                    |
| D                | Yūki Kobayashi     | Portimonense    | definitiva (?)              |
| P                | Benjamin Siegrist  | Rapid Bucarest  | definitiva (?)              |
| C                | Kwon Hyeok-kyu     | Hibernian       | prestito                    |

### Sessione invernale
| Acquisti         | Acquisti           | Acquisti        | Acquisti                  |
| R.               | Nome               | da              | Modalità                  |
| ---------------- | ------------------ | --------------- | ------------------------- |
| A                | Jota               | Rennes          | definitivo (10 milioni €) |
| C                | Jeff Schlupp       | Crystal Palace  | prestito                  |
| D                | Alexandro Bernabei | Internacional   | rientro prestito          |
| Altre operazioni |                    |                 |                           |
| R.               | Nome               | da              | Modalità                  |
| P                | Johnny Kenny       | Shamrock Rovers | rientro prestito          |
| A                | Daniel Cummings    |                 | aggregato dalle giovanili |
| D                | Dane Murray        |                 | aggregato dalle giovanili |
| A                | Jude Bonnar        |                 | aggregato dalle giovanili |
| C                | Sean McArdle       |                 | aggregato dalle giovanili |

| Cessioni         | Cessioni           | Cessioni       | Cessioni                         |
| R.               | Nome               | a              | Modalità                         |
| ---------------- | ------------------ | -------------- | -------------------------------- |
| A                | Kyōgo Furuhashi    | Rennes         | definitiva (12 milioni €)        |
| D                | Alexandro Bernabei | Internacional  | definitiva (5 milioni €)         |
| A                | Luis Palma         | Olympiacos     | prestito con diritto di riscatto |
| C                | Odin Thiago Holm   | Los Angeles FC | prestito                         |
| D                | Stephen Welsh      | Malines        | prestito                         |
| D                | Álex Valle         | Barcellona     | fine prestito                    |
| Altre operazioni |                    |                |                                  |
| R.               | Nome               | a              | Modalità                         |
| C                | Liam Shaw          |                | svincolato                       |
| D                | Adam Montgomery    | Queen's Park   | prestito                         |

## Risultati

### Scottish Premiership

#### Regular season
| Arbitro: | Robertson |

|                                              |           |  |
| Hatate 17’ Scales 40’ Kühn 59’ Ralston 90+4’ | Marcatori |  |

| Arbitro: | Walsh |

|  |           |                      |
|  | Marcatori | 3’ Kühn 19’ McGregor |

| Arbitro: | Graham |

|  |           |                                     |
|  | Marcatori | 3’ McGregor 33’ Hatate 71’ Johnston |

| Arbitro: | Beaton |

|                                      |           |  |
| Maeda 17’ Furuhashi 40’ McGregor 75’ | Marcatori |  |

| Arbitro: | Steven |

|                               |           |  |
| Engels 52’ (rig.) McCowan 89’ | Marcatori |  |

| Arbitro: | Robertson |

|  |           |                                                                          |
|  | Marcatori | 35’ Furuhashi 43’ Bernardo 45’ Furuhashi 54’ McGregor 72’ Maeda 83’ Idah |

| Arbitro: | Clancy |

|                 |           |                       |
| Hale 43’ (rig.) | Marcatori | 76’ Johnston 88’ Kühn |

| Arbitro: | Walsh |

|                          |           |                        |
| Hatate 24’ Furuhashi 27’ | Marcatori | 50’ Sokler 60’ Shinnie |

| Arbitro: | Dickinson |

|  |           |                                   |
|  | Marcatori | 27’ McCowan 56’ Johnston 88’ Idah |

| Arbitro: | Hardie |

|                                |           |  |
| Johnston 60’ Engels 67’ (rig.) | Marcatori |  |

| Arbitro: | Walsh |

|  |           |                        |
|  | Marcatori | 454’ McGregor 71’ Kühn |

| Arbitro: | McLean |

|             |           |                                                   |
| Drammeh 82’ | Marcatori | 55’ Furuhashi 60’ Kühn 78’ Idah 90+4’ (rig.) Idah |

| Arbitro: | Scott |

|                                                           |           |  |
| Scales 10’ McCowan 27’ Bernardo 35’ McGregor 36’ Idah 40’ | Marcatori |  |

| Arbitro: | Robertson |

|  |           |            |
|  | Marcatori | 78’ Hatate |

| Arbitro: | Graham |

|                                           |           |  |
| Engels 6’ Newell 54’ (aut.) Furuhashi 84’ | Marcatori |  |

| Dundee 22 dicembre 2024, ore 12:00 WET 18ª giornata | Dundee Utd | 0 – 0 referto | Celtic | Tannadice Park (13 662 spett.)\| Arbitro: \| Dickinson \| |
| Arbitro:                                            | Dickinson  |               |        |                                                           |

| Arbitro: | Hardie |

|                                                   |           |  |
| Engels 45+1’ (rig.) Maeda 57’ Kühn 74’ Hatate 81’ | Marcatori |  |

| Arbitro: | MacDermid |

|                                                |           |  |
| Kühn 30’ Furuhashi 59’ Furuhashi 64’ Maeda 73’ | Marcatori |  |

| Arbitro: | Robertson |

|                                |           |  |
| Hagi 7’ Pröpper 66’ Danilo 81’ | Marcatori |  |

| Arbitro: | Irvine |

|                              |           |  |
| Kühn 33’ Trusty 43’ Kühn 68’ | Marcatori |  |

| Arbitro: | Clancy |

|                      |           |  |
| Maeda 23’ Hatate 83’ | Marcatori |  |

| Arbitro: | MacDermid |

|                  |           |                                                               |
| White 60’ (rig.) | Marcatori | 40’ Furuhashi 81’ Furuhashi 90+6’ (rig.) Engels 90+8’ McCowan |

| Arbitro: | Robertson |

|                                                    |           |                                         |
| Adewumi 41’ Carter-Vickers 54’ (aut.) Donnelly 78’ | Marcatori | 5’ McCowan 53’ Yang 90+3’ (rig.) Engels |

| Arbitro: | Scott |

|               |           |                              |
| Armstrong 23’ | Marcatori | 1’ Maeda 29’ Idah 90+4’ Jota |

| Arbitro: | Steven |

|                                                                      |           |  |
| Engels 18’ (rig.) Idah 45+1’ Maeda 55’ Maeda 59’ Engels 71’ Kühn 81’ | Marcatori |  |

| Arbitro: | Walsh |

|                                |           |  |
| McGregor 23’ Jota 35’ Idah 84’ | Marcatori |  |

| Arbitro: | McLean |

|                            |           |           |
| Campbell 2’ Campbell 45+4’ | Marcatori | 68’ Maeda |

| Arbitro: | Beaton |

|                                                      |           |            |
| Maeda 24’ Jota 30’ McGregor 45’ Yang 72’ Maeda 90+2’ | Marcatori | 90’ Morris |

| Arbitro: | MacDermid |

|                       |           |                                                       |
| John 33’ Phillips 48’ | Marcatori | 28’ Schlupp 45+1’Engels 68’ Yang 88’ Maeda 90+3’ Yang |

| Arbitro: | McLean |

|                      |           |                                    |
| Maeda 49’ Hatate 74’ | Marcatori | 4’ Raskin 37’ Diomande 88’ Igamane |

| Arbitro: | Clancy |

|                              |           |  |
| Maeda 17’ Jota 24’ Maeda 41’ | Marcatori |  |

| Arbitro: | Dickinson |

|            |           |  |
| Balodis 4’ | Marcatori |  |

| Arbitro: | Beaton |

|                                                                 |           |               |
| Hatate 9’ Maeda 11’ Carter-Vickers 21’ Hatate 24’ Ralston 90+3’ | Marcatori | 29’ Armstrong |

Classificandosi al 1° posto in classifica dopo il termine della regular season il Celtic si è qualificato per il Championship Playoff.

#### Championship Playoff
Al Championship Playoff, il Celtic affronta Aberdeen, Dundee United, Hibernian, Rangers e St. Mirren.
| Arbitro: | Robertson |

|  |           |                                                         |
|  | Marcatori | 30’ (aut.) Strain 38’ Kühn 45+3’ Kühn 47’ Idah 58’ Idah |

| Arbitro: | Walsh |

|             |           |          |
| Dessers 44’ | Marcatori | 57’ Idah |

| Arbitro: | Steven |

|                              |           |           |
| Kühn 41’ Idah 45’ Hatate 58’ | Marcatori | 25’ Boyle |

| Arbitro: | McLean |

|            |           |                                                          |
| Nisbet 42’ | Marcatori | 31’ Nawrocki 45+8’ Yang 48’ McCowan 54’ Kenny 90+4’ Idah |

| Arbitro: | Dickinson |

|               |           |            |
| Forrest 90+4’ | Marcatori | 51’ Ayunga |

Con la vittoria in trasferta per 5-0 sul Dundee United, il Celtic ha matematicamente ottenuto la vittoria della Premiership, aggiudicandosi il 55° titolo nazionale della sua storia e riconfermandosi campione di Scozia dopo la vittoria della precedente edizione.

### Scottish Cup
Il Celtic comincerà la sua partecipazione alla Scottish Cup a partire dal quarto turno.

#### Quarto turno
Dal sorteggio del quarto turno, che si è tenuto il 2 dicembre 2024, il Celtic è stato accoppiato al Kilmarnock.
| Arbitro: | Walsh |

|                        |           |             |
| McGregor 12’ Maeda 70’ | Marcatori | 45+1’ Wales |

Con la vittoria per 2-1 sul Kilmarnock, il Celtic si è qualificato al quinto turno di Scottish Cup.

#### Quinto turno
Dal sorteggio del quinto turno, che si è tenuto il 20 gennaio 2025, il Celtic è stato accoppiato al Raith Rovers.
| Arbitro: | Graham |

|                                                     |           |  |
| Maeda 6’ Maeda 45+3’ McCowan 47’ Yang 56’ Maeda 77’ | Marcatori |  |

Con la vittoria per 5-0 sul Raith Rovers, il Celtic si è qualificato per i quarti di finale di Scottish Cup.

#### Quarti di finale
Dal sorteggio dei quarti di finale, effettuato il 10 febbraio 2025, il Celtic è stato accoppiato all'Hibernian.
| Arbitro: | Walsh |

|                      |           |  |
| Maeda 39’ Idah 90+2’ | Marcatori |  |

Con la vittoria per 2-0 sull'Hibernian, il Celtic si è qualificato alle semifinali di Scottish Cup.

#### Semifinali
Il sorteggio delle semifinali si è tenuto il 10 marzo 2025, dal quale il Celtic è stato accoppiato con il St. Johnstone.
| Arbitro: | Scott |

|  |           |                                                      |
|  | Marcatori | 34’ McGregor 37’ Maeda 45’ Idah 45+1’ Maeda 67’ Jota |

Con la vittoria per 5-0 sul St. Johnstone, il Celtic si è qualificato per la finale di Scottish Cup.

#### Finale
Nella finale di Scottish Cup, il Celtic ha affrontato l'Aberdeen.
| Arbitro: | Don Robertson |

|                                   |                      |                                       |
| Schmeichel 83’ (aut.)             | Marcatori            | 39’ (aut.) Dorrington                 |
| Shinnie Polvara Dabbagh Palaversa | Tiri di rigore 4 – 3 | McGregor Kenny McCowan Maeda Johnston |

Permanendo il risultato di parità alla fine dei tempi regolamentari (1-1), sono stati necessari i tempi supplementari e i tiri di rigore, dai quali il Celtic è uscito sconfitto dalla finale di Scottish Cup, battuto dall'Aberdeen.

### Scottish League Cup
Il Celtic ha cominciato la sua partecipazione alla Scottish League Cup a partire dal secondo turno. Nel sorteggio, avvenuto il 28 luglio 2024, il Celtic è stato accoppiato all'Hibernian.

#### Secondo turno
| Arbitro: | Clancy |

|                             |           |                 |
| Maeda 4’ Maeda 15’ Kühn 56’ | Marcatori | 34’ Kukharevych |

Con la vittoria per 3-1 sull'Hibernian, il Celtic si è qualificato ai quarti di finale di Scottish League Cup.

#### Quarti di finale
Il sorteggio dei quarti di finale si è tenuto il 18 agosto 2024, dal quale il Celtic è stato accoppiato al Falkirk.
| Arbitro: | Scott |

|                                                  |           |                         |
| Bernardo 21’ Idah 70’ Idah 72’ Kühn 81’ Kühn 84’ | Marcatori | 11’ MacIver 45+1’ Yeats |

Con la vittoria per 5-2 sul Falkirk, il Celtic si è qualificato alle semifinali di Scottish League Cup.

#### Semifinali
Il sorteggio delle semifinali si è tenuto il 22 settembre 2024, dal quale il Celtic è stato accoppiato all'Aberdeen.
| Arbitro: | Clancy |

|                                                                         |           |  |
| Carter-Vickers 29’ Furuhashi 32’ Maeda 40’ Maeda 49’ Kühn 59’ Maeda 85’ | Marcatori |  |

Con la vittoria per 6-0 sull'Aberdeen, il Celtic si è qualificato per la finale di Scottish League Cup.

#### Finale
In finale il Celtic ha affrontato i Rangers di Glasgow, vincitori dell'altra semifinale di League Cup (dove hanno battuto il Motherwell).
| Arbitro: | Beaton |

|                                   |                      |                                      |
| Taylor 56’ Maeda 60’ Kühn 87’     | Marcatori            | 41’ Bajrami 75’ Diomande 88’ Danilo  |
| Idah McGregor Engels Hatate Maeda | Tiri di rigore 4 – 3 | Tavernier Hagi Danilo Yılmaz Butland |

Permanendo il risultato di pareggio sul 3-3 alla fine dei tempi regolamentari, sono stati disputati i tempi supplementari e successivamente i calci di rigore, dai quali il Celtic è uscito vincitore. In tal modo, il Celtic ha battuto i Rangers e hanno vinto la Scottish League Cup per la 22ª volta nella storia della squadra.

### Champions League
Avendo vinto la precedente edizione del campionato scozzese, il Celtic ha ottenuto l'accesso diretto alla fase a campionato della Champions League.

#### Fase a campionato
Dal sorteggio, effettuato il 29 agosto 2024 a Monaco, il Celtic affronta nella fase a campionato i tedeschi del Red Bull Leipzig e del Borussia Dortmund, i belgi del Club Brugge, gli inglesi dell'Aston Villa, gli svizzeri dello Young Boys, i croati della Dinamo Zagabria e gli slovacchi dello Slovan Bratislava.
| Arbitro: | Makkelie |

|                                                               |           |            |
| Scales 17’ Furuhashi 47’ Engels 56’ (rig.) Maeda 70’ Idah 86’ | Marcatori | 60’ Wimmer |

| Arbitro: | Sánchez |

|                                                                                               |           |          |
| Can 7’ (rig.) Adeyemi 11’ Adeyemi 29’ Guirassy 40’ (rig.) Adeyemi 42’ Guirassy 66’ Nmecha 79’ | Marcatori | 9’ Maeda |

| Bergamo 23 ottobre 2024, ore 18:45 CEST 3ª giornata | Atalanta | 0 – 0 referto | Celtic | Gewiss Stadium (21 614 spett.)\| Arbitro: \| Peljto \| |
| Arbitro:                                            | Peljto   |               |        |                                                        |

| Arbitro: | Bastien |

|                                |           |                 |
| Kühn 35’ Kühn 45+2’ Hatate 72’ | Marcatori | 23’ Baumgartner |

| Arbitro: | Kabakov |

|           |           |                           |
| Maeda 60’ | Marcatori | 26’ (aut.) Carter-Vickers |

| Zagabria 10 dicembre 2024, ore 18:45 CET 6ª giornata | Dinamo Zagabria | 0 – 0 referto | Celtic | Stadion Maksimir (18 158 spett.)\| Arbitro: \| Zwayer \| |
| Arbitro:                                             | Zwayer          |               |        |                                                          |

| Arbitro: | Saggi |

|                   |           |  |
| Benito 86’ (aut.) | Marcatori |  |

| Arbitro: | Turpin |

|                                              |           |                   |
| Rogers 3’ Rogers 5’ Watkins 60’ Rogers 90+1’ | Marcatori | 36’ Idah 38’ Idah |

Classificandosi al 21º posto nella classifica della fase campionato, il Celtic si è qualificato alla fase finale della Champions League, accedendo agli spareggi per poter accedere alla fase finale.

#### Fase finale

##### Spareggi
Il sorteggio degli spareggi si è tenuto a Nyon (Svizzera) il 31 gennaio 2025, dal quale il Celtic è stato accoppiato al Bayern di Monaco (Germania).
| Arbitro: | Manzano |

|           |           |                    |
| Maeda 79’ | Marcatori | 45’ Olise 49’ Kane |

| Arbitro: | Bastien |

|              |           |          |
| Davies 90+4’ | Marcatori | 63’ Kühn |

Con il punteggio aggregato di 2-3 in suo sfavore, il Celtic è stato battuto dal Bayern Monaco ed è stato eliminato agli ottavi di finale di Champions League.

## Statistiche

### Statistiche di squadra
| Competizione         | Punti | In casa | In casa | In casa | In casa | In casa | In casa | In trasferta | In trasferta | In trasferta | In trasferta | In trasferta | In trasferta | Campo neutro | Campo neutro | Campo neutro | Campo neutro | Campo neutro | Campo neutro | Totale | Totale | Totale | Totale | Totale | Totale | DR   |
| Competizione         | Punti | G       | V       | N       | P       | Gf      | Gs      | G            | V            | N            | P            | Gf           | Gs           | G            | V            | N            | P            | Gf           | Gs           | G      | V      | N      | P      | Gf     | Gs     | DR   |
| -------------------- | ----- | ------- | ------- | ------- | ------- | ------- | ------- | ------------ | ------------ | ------------ | ------------ | ------------ | ------------ | ------------ | ------------ | ------------ | ------------ | ------------ | ------------ | ------ | ------ | ------ | ------ | ------ | ------ | ---- |
| Scottish Premiership | 81    | 17      | 15      | 1       | 1       | 58      | 7       | 16           | 11           | 2            | 3            | 39           | 15           | 0            | 0            | 0            | 0            | 0            | 0            | 33     | 26     | 3      | 4      | 97     | 22     | +75  |
| Championship Playoff | 92    | 2       | 1       | 1       | 0       | 4       | 2       | 3            | 2            | 1            | 0            | 11           | 1            | 0            | 0            | 0            | 0            | 0            | 0            | 5      | 3      | 2      | 0      | 15     | 4      | +11  |
| Scottish Cup         | -     | 3       | 3       | 0       | 0       | 9       | 1       | 0            | 0            | 0            | 0            | 0            | 0            | 2            | 1            | 1            | 0            | 6            | 1            | 5      | 4      | 1      | 0      | 15     | 2      | +13  |
| Scottish League Cup  | -     | 2       | 2       | 0       | 0       | 8       | 3       | 0            | 0            | 0            | 0            | 0            | 0            | 2            | 1            | 1            | 0            | 9            | 3            | 4      | 3      | 1      | 0      | 17     | 6      | +11  |
| Champions League     | 11    | 5       | 3       | 1       | 1       | 11      | 5       | 5            | 0            | 2            | 3            | 4            | 12           | 0            | 0            | 0            | 0            | 0            | 0            | 10     | 3      | 3      | 4      | 15     | 17     | -2   |
| Totale               | -     | 29      | 24      | 3       | 2       | 90      | 18      | 24           | 13           | 5            | 6            | 54           | 29           | 4            | 2            | 2            | 0            | 15           | 4            | 57     | 39     | 10     | 8      | 159    | 51     | +108 |

### Andamento in campionato

#### Regular season
| Giornata  | 1 | 2 | 3 | 4 | 5 | 6 | 7 | 8 | 9 | 10 | 11 | 12 | 13 | 14 | 15 | 16 | 17 | 18 | 19 | 20 | 21 | 22 | 23 | 24 | 25 | 26 | 27 | 28 | 29 | 30 | 31 | 32 | 33 |
| --------- | - | - | - | - | - | - | - | - | - | -- | -- | -- | -- | -- | -- | -- | -- | -- | -- | -- | -- | -- | -- | -- | -- | -- | -- | -- | -- | -- | -- | -- | -- |
| Luogo     | C | T | T | C | C | T | T | C | T | C  | C  | C  | T  | C  | T  | C  | T  | C  | T  | C  | T  | C  | C  | C  | T  | C  | T  | C  | T  | C  | C  | T  | C  |
| Risultato | V | V | V | V | V | V | V | N | V | V  | V  | V  | V  | V  | V  | V  | N  | V  | V  | V  | P  | V  | V  | V  | V  | V  | P  | V  | V  | P  | V  | P  | V  |
| Posizione | 1 | 1 | 1 | 1 | 1 | 1 | 1 | 1 | 1 | 1  | 1  | 1  | 1  | 1  | 1  | 1  | 1  | 1  | 1  | 1  | 1  | 1  | 1  | 1  | 1  | 1  | 1  | 1  | 1  | 1  | 1  | 1  | 1  |

Legenda:

Luogo: C = Casa; T = Trasferta. Risultato: R = Rinviata; V = Vittoria; N = Pareggio; P = Sconfitta.

#### Championship Playoff
| Giornata  | 1 | 2 | 3 | 4 | 5 | 6 |
| --------- | - | - | - | - | - | - |
| Luogo     | T | T | C | T | C | C |
| Risultato | V | N | V | V | N | N |
| Posizione | 1 | 1 | 1 | 1 | 1 | 1 |

Legenda:

Luogo: C = Casa; T = Trasferta. Risultato: R = Rinviata; V = Vittoria; N = Pareggio; P = Sconfitta.

### Andamento in Champions League
| Giornata  | 1 | 2  | 3  | 4  | 5  | 6  | 7  | 8  |
| --------- | - | -- | -- | -- | -- | -- | -- | -- |
| Luogo     | C | T  | T  | C  | C  | T  | C  | T  |
| Risultato | V | P  | N  | V  | N  | N  | V  | P  |
| Posizione | 8 | 17 | 21 | 15 | 19 | 20 | 18 | 21 |

Legenda:

Luogo: C = Casa; T = Trasferta. Risultato: V = Vittoria; N = Pareggio; P = Sconfitta.

### Statistiche dei giocatori
| Giocatore               | Scottish Premiership | Scottish Premiership | Scottish Premiership | Scottish Premiership | Scottish Cup | Scottish Cup | Scottish Cup | Scottish Cup | Scottish League Cup | Scottish League Cup | Scottish League Cup | Scottish League Cup | Champions League | Champions League | Champions League | Champions League | Totale   | Totale | Totale      | Totale     |
| Giocatore               | Presenze             | Reti                 | Ammonizioni          | Espulsioni           | Presenze     | Reti         | Ammonizioni  | Espulsioni   | Presenze            | Reti                | Ammonizioni         | Espulsioni          | Presenze         | Reti             | Ammonizioni      | Espulsioni       | Presenze | Reti   | Ammonizioni | Espulsioni |
| ----------------------- | -------------------- | -------------------- | -------------------- | -------------------- | ------------ | ------------ | ------------ | ------------ | ------------------- | ------------------- | ------------------- | ------------------- | ---------------- | ---------------- | ---------------- | ---------------- | -------- | ------ | ----------- | ---------- |
| P. Bernardo             | 28                   | 2                    | 2                    | 0                    | 4            | 0            | 0            | 0            | 4                   | 1                   | 0                   | 0                   | 8                | 0                | 1                | 0                | 44       | 3      | 3           | 0          |
| J. Bonnar               | 1                    | 0                    | 0                    | 0                    | 0            | 0            | 0            | 0            | 0                   | 0                   | 0                   | 0                   | 8                | 0                | 0                | 0                | 9        | 0      | 0           | 0          |
| C. Carter-Vickers       | 30                   | 1                    | 0                    | 0                    | 4            | 0            | 1            | 0            | 3                   | 1                   | 2                   | 0                   | 7                | 0                | 1                | 0                | 44       | 2      | 4           | 0          |
| D. Cummings             | 0                    | 0                    | 0                    | 0                    | 0            | 0            | 0            | 0            | 0                   | 0                   | 0                   | 0                   | 1                | 0                | 0                | 0                | 1        | 0      | 0           | 0          |
| A. Engels               | 34                   | 9                    | 2                    | 0                    | 5            | 0            | 0            | 0            | 3                   | 0                   | 0                   | 0                   | 10               | 1                | 0                | 0                | 52       | 10     | 2           | 0          |
| J. Forrest              | 23                   | 1                    | 0                    | 0                    | 2            | 0            | 0            | 0            | 4                   | 0                   | 0                   | 0                   | 4                | 0                | 0                | 0                | 33       | 1      | 0           | 0          |
| R. Hatate               | 37                   | 10                   | 2                    | 0                    | 4            | 0            | 0            | 0            | 4                   | 0                   | 0                   | 0                   | 10               | 1                | 1                | 0                | 55       | 11     | 3           | 0          |
| A. Idah                 | 35                   | 13                   | 1                    | 0                    | 4            | 2            | 0            | 0            | 4                   | 2                   | 0                   | 0                   | 10               | 3                | 0                | 0                | 53       | 20     | 1           | 0          |
| A. Johnston             | 32                   | 3                    | 2                    | 0                    | 4            | 0            | 0            | 0            | 2                   | 0                   | 0                   | 0                   | 9                | 0                | 2                | 0                | 47       | 3      | 4           | 0          |
| João Pedro Neves Filipe | 11                   | 4                    | 0                    | 0                    | 3            | 1            | 0            | 0            | 0                   | 0                   | 0                   | 0                   | 2                | 0                | 0                | 0                | 16       | 5      | 0           | 0          |
| J. Kenny                | 8                    | 1                    | 1                    | 0                    | 2            | 0            | 0            | 0            | 0                   | 0                   | 0                   | 0                   | 0                | 0                | 0                | 0                | 10       | 1      | 1           | 0          |
| N. Kühn                 | 32                   | 13                   | 5                    | 0                    | 5            | 0            | 0            | 0            | 4                   | 5                   | 0                   | 0                   | 10               | 3                | 1                | 0                | 51       | 21     | 6           | 0          |
| D. Maeda                | 34                   | 16                   | 3                    | 0                    | 5            | 7            | 0            | 0            | 3                   | 6                   | 0                   | 0                   | 9                | 4                | 1                | 1                | 51       | 33     | 4           | 1          |
| S. McArdle              | 2                    | 0                    | 0                    | 0                    | 0            | 0            | 0            | 0            | 0                   | 0                   | 0                   | 0                   | 0                | 0                | 0                | 0                | 2        | 0      | 0           | 0          |
| L. McCowan              | 33                   | 6                    | 0                    | 0                    | 5            | 1            | 1            | 0            | 0                   | 0                   | 0                   | 0                   | 3                | 0                | 0                | 0                | 41       | 7      | 1           | 0          |
| C. McGregor             | 35                   | 8                    | 3                    | 0                    | 5            | 2            | 0            | 0            | 4                   | 0                   | 1                   | 0                   | 10               | 0                | 0                | 0                | 54       | 10     | 4           | 0          |
| D. Murray               | 0                    | 0                    | 0                    | 0                    | 1            | 0            | 0            | 0            | 0                   | 0                   | 0                   | 0                   | 1                | 0                | 0                | 0                | 2        | 0      | 0           | 0          |
| M. Nawrocki             | 3                    | 1                    | 0                    | 0                    | 1            | 0            | 0            | 0            | 1                   | 0                   | 0                   | 0                   | 0                | 0                | 0                | 0                | 5        | 1      | 0           | 0          |
| L. Palma                | 8                    | 0                    | 0                    | 0                    | 0            | 0            | 0            | 0            | 2                   | 0                   | 0                   | 0                   | 2                | 0                | 0                | 0                | 12       | 0      | 0           | 0          |
| A. Ralston              | 16                   | 2                    | 0                    | 0                    | 2            | 0            | 0            | 0            | 2                   | 0                   | 0                   | 0                   | 3                | 0                | 1                | 0                | 23       | 2      | 1           | 0          |
| J. Schlupp              | 13                   | 1                    | 0                    | 0                    | 3            | 0            | 1            | 0            | 0                   | 0                   | 0                   | 0                   | 2                | 0                | 0                | 0                | 18       | 1      | 1           | 0          |
| K. Schmeichel           | 32                   | -22                  | 0                    | 0                    | 3            | -2           | 0            | 0            | 4                   | -6                  | 0                   | 0                   | 10               | -17              | 1                | 0                | 49       | -47    | 1           | 0          |
| L. Scales               | 26                   | 2                    | 2                    | 0                    | 4            | 0            | 0            | 0            | 3                   | 0                   | 1                   | 0                   | 6                | 1                | 0                | 0                | 39       | 3      | 3           | 0          |
| V. Sinisalo             | 6                    | -4                   | 0                    | 0                    | 2            | 0            | 0            | 0            | 0                   | 0                   | 0                   | 0                   | 0                | 0                | 0                | 0                | 8        | -4     | 0           | 0          |
| G. Taylor               | 28                   | 0                    | 5                    | 0                    | 3            | 0            | 0            | 0            | 4                   | 1                   | 0                   | 0                   | 8                | 0                | 1                | 0                | 43       | 1      | 6           | 0          |
| A. Trusty               | 22                   | 1                    | 2                    | 0                    | 2            | 0            | 0            | 0            | 3                   | 0                   | 0                   | 0                   | 10               | 0                | 0                | 0                | 37       | 1      | 2           | 0          |
| F. Turley               | 1                    | 0                    | 0                    | 0                    | 0            | 0            | 0            | 0            | 0                   | 0                   | 0                   | 0                   | 0                | 0                | 0                | 0                | 1        | 0      | 0           | 0          |
| Á. Valle                | 11                   | 0                    | 1                    | 0                    | 0            | 0            | 0            | 0            | 3                   | 0                   | 0                   | 0                   | 5                | 0                | 0                | 0                | 19       | 0      | 1           | 0          |
| S. Welsh                | 1                    | 0                    | 0                    | 0                    | 0            | 0            | 0            | 0            | 1                   | 0                   | 0                   | 0                   | 0                | 0                | 0                | 0                | 2        | 0      | 0           | 0          |
| H.-J. Yang              | 23                   | 5                    | 1                    | 0                    | 3            | 1            | 1            | 0            | 2                   | 0                   | 0                   | 0                   | 6                | 0                | 0                | 0                | 34       | 6      | 2           | 0          |
| K. Furuhashi            | 22                   | 10                   | 0                    | 0                    | 1            | 0            | 0            | 0            | 2                   | 1                   | 1                   | 0                   | 7                | 1                | 0                | 0                | 32       | 12     | 1           | 0          |
| O.T. Holm               | 3                    | 0                    | 0                    | 0                    | 0            | 0            | 0            | 0            | 0                   | 0                   | 0                   | 0                   | 0                | 0                | 0                | 0                | 3        | 0      | 0           | 0          |
| M. Johnston             | 1                    | 0                    | 0                    | 0                    | 0            | 0            | 0            | 0            | 1                   | 0                   | 0                   | 0                   | 1                | 0                | 0                | 0                | 3        | 0      | 0           | 0          |
| M. O'Riley              | 2                    | 0                    | 0                    | 0                    | 0            | 0            | 0            | 0            | 1                   | 0                   | 0                   | 0                   | 0                | 0                | 0                | 0                | 3        | 0      | 0           | 0          |